# Sea Dog Island
Sea Dog Island är en ö i territoriet Falklandsöarna (Storbritannien). Den ligger i den västra delen av landet. Arean är 0,50 kvadratkilometer.
Terrängen på Sea Dog Island är mycket platt. Öns högsta punkt är 20 meter över havet. Ön sträcker sig 0,7 kilometer i nord-sydlig riktning, och 1,1 kilometer i öst-västlig riktning. Den är täckt av hed.  